# Ji Pengfei

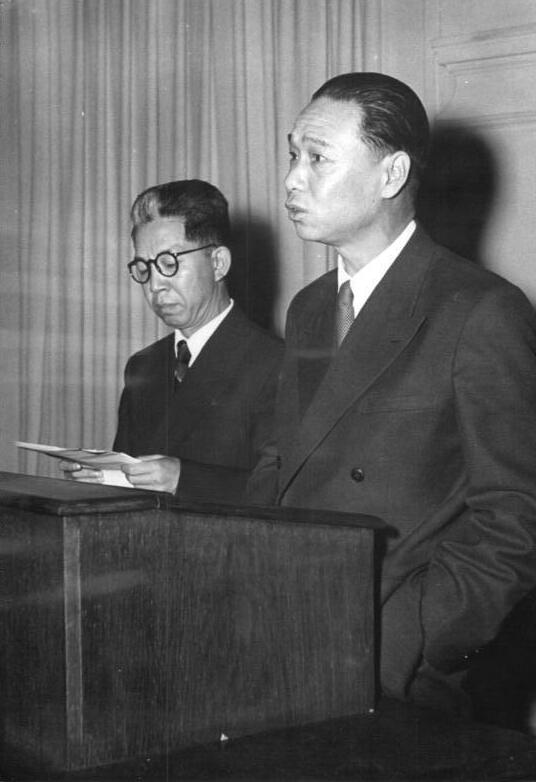
Ji Pengfei en 1952.

Ji Pengfei (né le 2 février 1910 et mort le 10 février 2000) est un homme politique chinois qui a été ministre des Affaires étrangères de la république populaire de Chine de 1972 à 1974.